# Dipoena provalis
Dipoena provalis là một loài nhện trong họ Theridiidae.
Loài này thuộc chi Dipoena. Dipoena provalis được Herbert Walter Levi miêu tả năm 1953.